# Lissodynerus trilaminatus
Lissodynerus trilaminatus är en stekelart som beskrevs av Giordani Soika 1995. Lissodynerus trilaminatus ingår i släktet Lissodynerus och familjen Eumenidae. Inga underarter finns listade i Catalogue of Life.